# Ropinirol
Ropinirol ist ein Arzneistoff aus der Gruppe der Dopaminagonisten. Es wird vornehmlich in der Behandlung der Parkinson-Krankheit und des Restless-Legs-Syndroms eingesetzt. Es ist dem Dopamin strukturell ähnlich und gehört (anders als viele andere Dopaminagonisten) nicht zu den Mutterkornalkaloiden.
In der Monotherapie ist es nicht so wirksam wie Levodopa, jedoch ist die Wirksamkeit höher als die von Bromocriptin. In Kombinationstherapie kann es einen Teil der L-Dopa-Gabe ersetzen. Die bei allen Dopaminagonisten typischen unerwünschten Arzneimittelwirkungen sind u. a. Übelkeit, Kreislaufstörungen und Wasseransammlung in den Beinen. Ropinirol soll – anders als L-Dopa – eine erheblich geringere Neigung zur Ausbildung von Bewegungsstörungen (Dyskinesien) in der Langzeittherapie zeigen.

## Pharmakologie

### Wirkungsweise
Ropinirol ist ein Dopamin-Agonist. Zwar ist es chemisch anders gebaut als das Dopamin, doch weil es an den gleichen Bindungsstellungen ansetzt, besitzt es eine vergleichbare Wirkung. Da es die Schranke zum Gehirn anders als von außen zugeführtes Dopamin ohne Schwierigkeiten überwinden kann, ist Ropinirol in Tablettenform eine gute Möglichkeit, den Dopaminmangel bei Patienten mit Parkinson und dem Restless-Legs-Syndrom  auszugleichen.

### Unterschied zu anderen Dopaminagonisten
Vergleichbar ist die Wirksamkeit von Ropinirol mit der Kombinationstherapie Bromcriptin mit Selegilin.

### Gegenanzeigen
Ropinirol darf bei schweren Störungen der Nieren- und Leberfunktionen sowie bei Erkrankungen des Herz-Kreislauf-Systems nicht angewendet werden. Bei Patienten, die in ihrer Krankengeschichte eine psychiatrische Behandlung verzeichnen, muss die Dosierung vorsichtig erfolgen.

### Wechselwirkungen
Die Wirkung von Ropinirol wird durch Chinolon-Antibiotika und durch hochdosierte Östrogenpräparate verstärkt.

### Nebenwirkungen
Aufgrund des Auftretens möglicher „Schlaf-Attacken“, ist das Führen von Kraftfahrzeugen bzw. die Ausführung von Arbeiten mit potentiellem Verletzungsrisiko unter Nonergolin-Dopaminagonisten (Pramipexol, Ropinirol) zu unterlassen.
Der Begriff der „Schlaf-Attacke“ bezeichnet dabei ein gesteigertes imperatives Schlafbedürfnis bei allerdings ansonsten ebenfalls erniedrigter Vigilanz und erhöhter Schläfrigkeit und ist nicht mit dem Begriff der eigentlichen Schlafattacke bei Narkolepsie identisch. Zu berücksichtigen gilt ferner, dass Schlafstörungen bereits als Folge des Morbus Parkinson auftreten und „Schlaf-Attacken“ auch bei Gesunden auftreten können. Da es jedoch unter Behandlung mit Pramipexol und Ropinirol zu vermehrten Hinweisen auf o. g. Schlafattacken gekommen ist, wird vom Führen eines KFZ abgeraten. Ein pathophysiologischer Zusammenhang mit der Aktivierung von D3-Rezeptoren wird diskutiert.
Übelkeit und Erbrechen, Bauchschmerzen, Refluxösophagitis, Schwindelgefühle, Blutdruckabfall beim Aufstehen (orthostatische Hypotonie), Tagesmüdigkeit, Bewegungsstörungen (Dyskinesien), Wassereinlagerung in den Beinen (Ödeme) und Halluzinationen (symptomatische pharmakotoxische Psychose) sind die wichtigsten Nebenwirkungen von Ropinirol.
Wie bei allen Dopaminagonisten kann es durch Stimulierung des Belohnungssystems bei bestimmten Patienten zu Zwangsstörungen oder verminderter Impulskontrolle kommen, was beispielsweise zu Spielsucht, Kaufrausch, Essattacken, Internetsucht und Hypersexualität führen kann, wobei Letzteres auch das Sexualverhalten in stark tabuisierte Handlungen ändern kann. Die Wirkung kann von der Dosis abhängen und nach Absetzen verschwinden die Symptome wieder. Diese Wirkung ist schon länger bekannt, 2004 wurde jedoch darauf hingewiesen, dass sie in keiner Fachinformation eines Dopaminagonisten vermerkt waren. Bei Requip ist eine entsprechende Information erst seit 2006 am Beipackzettel enthalten, nachdem ein Patient in Frankreich klagte, der das Mittel von 2003 bis 2005 einnahm. In einer anderen Studie wurde Ropinirol jedoch als Gegenmittel bei Libidoverlust unter Behandlung mit Antidepressiva (erfolgreich) eingesetzt.
Da es keine Ergot-Struktur aufweist, sind anders als bei den Mutterkornalkaloidpräparaten keine pleuropulmonale und retroperitoneale Fibrosen oder periphere vaskuläre Nebenwirkungen zu befürchten.
Die Behandlung des Restless-Legs-Syndroms mit Ropinirol kann zu einer Verschlimmerung der Beschwerden führen (so genannte Rebound- bzw. Augmentationseffekte). Ähnliche Störwirkungen sind von L-Dopa und anderen Dopaminagonisten bekannt.

### Warnhinweise
Während einer Langzeittherapie mit Ropinirol muss der behandelnde Arzt in regelmäßigen Abständen Untersuchungen zur Kontrolle durchführen. Ein plötzliches Absetzen kann zu einer starken Verschlechterung des Gesundheitszustandes führen. In der Schwangerschaft und während des Stillens darf Ropinirol nicht eingenommen werden.

## Wirkstärken und Dosierung
Ropinirol stehen in Form von Tabletten in den Wirkstärken von 0,25, 0,5, 1, 2, 4, 5 und 8 mg zur Verfügung.
Zu Beginn der Behandlung steigert man die Dosierung von 0,25 mg langsam über mehrere Wochen auf eine standardmäßige Erhaltungsdosis von 3 bis 9 mg pro Tag und kann auf max. 24 mg pro Tag gesteigert werden.

## Herstellung
Eine vielstufige Synthese für Ropinirol, ausgehend von Benzoylchlorid und Isochroman, ist in der Literatur beschrieben.

## Handelsnamen
Monopräparate
Adartrel (D, CH), Requip (D, A, CH), Rolipexa (A), Ropinal (D), zahlreiche Generika (D, A)